# Vongo
Vongo est une localité située dans le département de Dialgaye de la province du Kouritenga dans la région Centre-Est au Burkina Faso.

## Santé et éducation
Le village possède une école primaire publique.